# Fiksdal
Fiksdal is een plaats in de Noorse gemeente Vestnes, provincie Møre og Romsdal. Fiksdal telt 213 inwoners (2007) en heeft een oppervlakte van 0,3 km².